# Бэрри, Маккензи
Маккензи Дейл Бэрри (англ. Mackenzie Dale Barry; род. 11 апреля 2001, Нью-Плимут) — новозеландская футболистка, защитница «Веллингтон Феникс», выступающего в австралийской женской A-лиге, и национальной сборной Новой Зеландии.

## Клубная карьера
Маккензи Бэрри родилась в городке Нью-Плимут на западном побережье Острова Северный Новой Зеландии, где, учась в начальной школе, начала играть в футбол. В ноябре 2021 года подписала контракт с «Веллингтон Феникс» накануне его дебютного сезона в австралийской женской A-лиге.

## Карьера в сборной
В 2018 году Бэрри участвовала в чемпионате мира среди девушек до 17 лет, где новозеландки завоевали свою первую медаль — «бронзу» — на этом уровне.
В составе молодёжной сборной стала чемпионкой ОФК среди девушек до 19 лет. Эта победа дала право новозеландкам на участие в чемпионате мира 2020 года среди девушек до 20 лет, который впоследствии был отменён в связи с пандемией COVID-19.
В июне 2022 года была впервые приглашена на сборы основной сборной Новой Зеландии в рамках подготовки к товарищеским матчам против Норвегии и Уэльса. 19 октября дебютировала за национальную команду, выйдя на замену в матче против сборной Японии.
4 июля 2024 года была включена в состав сборной для участия в летних Олимпийских играх в Париже. На Олимпиаде провела все три матча новозеландок на групповом этапе, забив один из двух голов своей команды.

## Достижения

### Командные
Новая Зеландия (до 17)
- бронзовый призёр чемпионата мира среди девушек до 17 лет: (1) 2018

 Новая Зеландия (до 20)
- чемпионка ОФК среди девушек до 19 лет: (1) 2019[англ.]